# Genepi

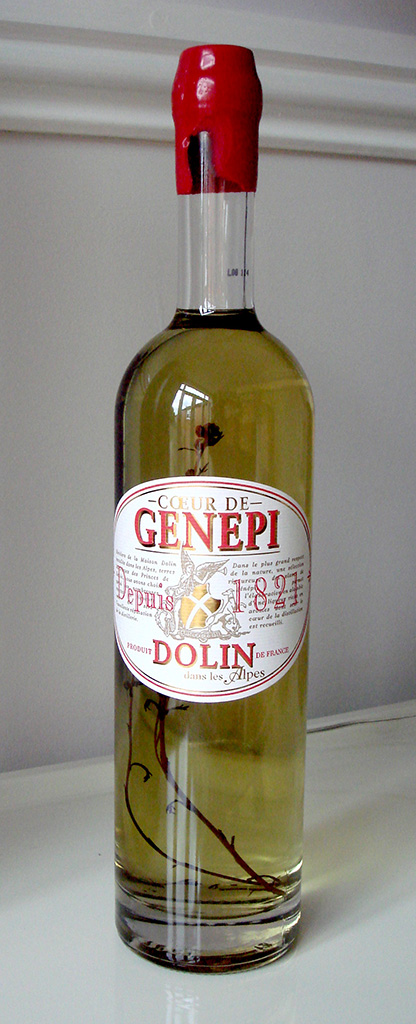
Likier Genepi

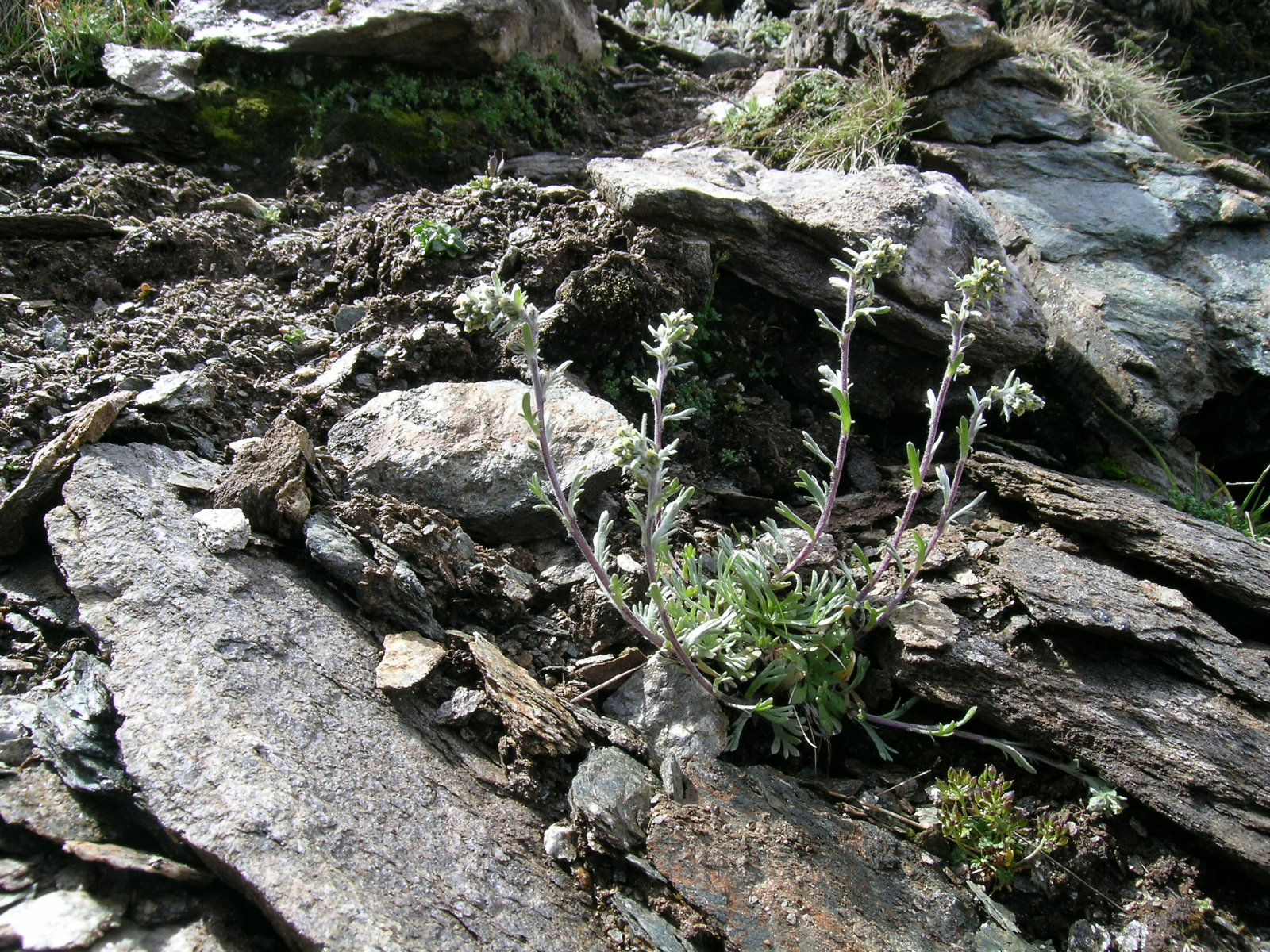
Artemisia genipi

Genepi lub genepy (fr. génépi) – digestif lub likier ziołowy produkowany w okolicach Alp, w Szwajcarii, Francji, a zwłaszcza w Dolinie Aosty we Włoszech. 
Nazwa wywodzi się z grupy roślin z rodzaju bylica (np. Artemisia mutellina, Artemisia spicata, Artemisia umbelliformis czy Artemisia glacialis), rosnących dziko w Alpach, które - poddane macerowaniu - nadają smak trunkowi. 
Genepi używa się, na przykład, do przyrządzania napoju Caffè alla valdostana.